# Li Xiannian
Li Xiannian (李先念) (23 de junho de 1909 - 21 de junho de 1992) foi Presidente da República Popular da China entre 1983 e 1988. Foi presidente da Conferência Consultiva Política do Povo Chinês até sua morte,  em 1992.

## Biografia
Li entrou para o Partido Comunista da China em 1927, e serviu como capitão do exército e comissário político para o Exército Vermelho na Grande Marcha.
Ele era uma figura política influente dentro da República Popular da China (RPC), tendo sido membro do Escritório Político do Comitê Central do Partido Comunista da China desde 1956. Após a Revolução Cultural, através de Zhou Enlai, ele virou ministro das finanças e iniciou mudanças para um economia baseada no mercado. 
Li é considerado um dos Oito Imortais do Partido Comunista da China.